# Fletcher Christian

Fletcher Christian

Fletcher Christian (* 25. September 1764 in Brigham, Cumberland, England; † 20. September 1793 auf Pitcairn) war ein britischer Seemann und im Jahr 1789 Anführer der vielfach literarisch und filmisch verarbeiteten „Meuterei auf der Bounty“.

## Leben
Christian ging mit 18 Jahren zur See und lernte auf dem Linienschiff Cambridge William Bligh kennen, der dort als sechster Leutnant diente. Mit Bligh unternahm Christian später zwei weitere Reisen auf dem Handelsschiff Britannia. Auf der Bounty war Fletcher Christian mit 24 Jahren zuerst Zweiter Offizier im Dienstrang (englisch rank) eines Steuermannsmaates und etwa seit der Mitte der Reise Erster Offizier im Rang des Steuermannes.
Während des mehrmonatigen Aufenthaltes auf Tahiti verliebte er sich in die Häuptlingstochter Maimiti. Auf der Rückfahrt soll Bligh Christian beschuldigt haben, sich an einem Vorrat an Kokosnüssen vergriffen zu haben. Dies scheint den letzten Anstoß zur berühmt-berüchtigten Meuterei am 28. April 1789 gegeben zu haben. Christian soll zunächst erwogen haben, auf einem Floß zu desertieren und nach Tahiti zurückzukehren. Einige Besatzungsmitglieder, die die gleiche Idee hatten, haben ihn wahrscheinlich zur Meuterei überredet, die später zur Vorlage mehrerer Filme wurde.
Unter Führung Christians brachten sie das Schiff unter ihre Kontrolle und zwangen Bligh, zusammen mit 18 loyal gebliebenen Besatzungsmitgliedern, eine Barkasse zu besteigen. Seine Rolle bei der Meuterei schilderten Zeitgenossen folgendermaßen:

“The leader of the mutineers is named Fletcher Christian; a man of respectable family and connections, and considered a good seaman: he was of the rank of Master's Mate of the Bounty, and served regularly the watch from the time the ship sailed from England. The command of the Bounty thus devolving upon him, there was no possibility of defeating his purpose […].”

„Der Anführer der Meuterer heißt Fletcher Christian; ein Mann aus einer angesehehen Familie mit guten Beziehungen, und er galt als guter Seemann: Er hatte den Rang eines Steuermannsmaates der Bounty und übernahm seit der Abfahrt von England regelmäßig die Wache. Da ihm das Kommando über die Bounty übertragen wurde, gab es keine Möglichkeit, sein Ziel zu vereiteln […].“

Die Meuterer kehrten zunächst nach Tahiti zurück. Sie fuhren aber anschließend weiter zu der auf den damaligen Seekarten falsch eingezeichneten und somit nahezu unauffindbaren Insel Pitcairn, die sie am 15. Januar 1790 erreichten, und ließen sich dort nieder. Ende des Jahres 1792 war er jedenfalls noch nicht gefasst. Fletcher Christian lebte auf Pitcairn mit seiner Frau Maimiti, bis er vermutlich im Jahr 1793 ermordet wurde. Er ist einer der Stammväter der Pitcairner.

## Versuch einer Rehabilitation
In der Absicht, Fletcher Christian zu rehabilitieren, schrieb sein Bruder Edward Christian nach dem Urteil des Kriegsgerichts im September 1792 den Anhang zur Flugschrift Minutes of the Proceedings on the Court Martial held at Portsmouth, Aug. 12, 1792, with an Appendix, &c. Ein 1796 erschienenes Buch mit angeblichen Briefen von Fletcher Christian prangerte sein Bruder in Zeitungsanzeigen als Schwindel an.

## In der Populärkultur
Im Film Meuterei auf der Bounty aus dem Jahr 1935 übernahm Clark Gable seine Rolle. Im  gleichnamigen Film aus dem Jahr 1962 war Marlon Brando in der Rolle des Christian zu sehen. In der Verfilmung der Geschichte aus dem Jahr 1984 unter dem Titel Die Bounty wurde er von Mel Gibson verkörpert.
Der Asteroid des inneren Hauptgürtels (3265) Fletcher wurde nach ihm benannt.
Im 2006 erschienenen Krimi Moor des Vergessens (orig. The grave tattoo) von Val McDermid dreht sich die Handlung um ein verschollenes Manuskript des Dichters William Wordsworth. Dieser habe Fletcher Christian nach dessen heimlicher Rückkehr nach Großbritannien getroffen, seine wahre Geschichte erfahren und ein darauf basierendes Gedichtepos verfasst. Das Manuskript verbrennt indessen im Rahmen der Handlung.